# Communauté de communes Médullienne
Die Communauté de communes Médullienne ist ein französischer Gemeindeverband mit der Rechtsform einer Communauté de communes im Département Gironde in der Region Nouvelle-Aquitaine. Sie wurde am 4. November 2002 gegründet und umfasst zehn Gemeinden. Der Verwaltungssitz befindet sich im Ort Castelnau-de-Médoc.

## Mitgliedsgemeinden
| Gemeinde                           | Einwohner 1. Januar 2022 | Fläche km² | Dichte Einw./km² | Code INSEE | Postleitzahl |
| ---------------------------------- | ------------------------ | ---------- | ---------------- | ---------- | ------------ |
| Avensan                            | 3.108                    | 52,24      | 59               | 33022      | 33480        |
| Brach                              | 881                      | 28,61      | 31               | 33070      | 33480        |
| Castelnau-de-Médoc                 | 4.850                    | 23,92      | 203              | 33104      | 33480        |
| Le Porge                           | 3.418                    | 149,03     | 23               | 33333      | 33680        |
| Le Temple                          | 648                      | 71,83      | 9                | 33528      | 33680        |
| Listrac-Médoc                      | 2.801                    | 61,90      | 45               | 33248      | 33480        |
| Moulis-en-Médoc                    | 1.917                    | 20,56      | 93               | 33297      | 33480        |
| Sainte-Hélène                      | 3.068                    | 127,87     | 24               | 33417      | 33480        |
| Salaunes                           | 1.244                    | 42,64      | 29               | 33494      | 33160        |
| Saumos                             | 549                      | 57,65      | 10               | 33503      | 33680        |
| Communauté de communes Médullienne | 22.484                   | 636,25     | 35               | –          | –            |